# Исламский революционный суд
Исламский революционный суд (также Революционный трибунал, Dadgah-ha-e Enqelab) (перс. دادگاه انقلاب اسلامی‎) – особая система судов в Исламской Республике Иран, предназначенная для судебного преследования лиц, подозреваемых в таких преступлениях, как контрабанда, богохульство, подстрекательство к насилию или попытки свергнуть исламское правительство. Исламский революционный суд начал свою работу после победы анти-шахской революции 1979 года.
Революционные суды были созданы вскоре после свержения монархии и прибытия из эмиграции в Иран аятоллы Рухоллы Хомейни. Считается, что общая цель суда состояла в том, чтобы отомстить официальным лицам шахского режима (особенно САВАК) – поскольку многие революционеры потеряли друзей и членов семьи от рук шахского правительства – и устранить военных и гражданских лидеров, которые могли возглавить контрреволюцию против исламского правления.
Первый трибунал был тайно созван в здании Школы Рефах на юге Тегерана, где Хомейни разместил свою штаб-квартиру. Первые четыре смертных приговора были вынесены аятоллой Садеком Хальхали, одобрены Хомейни и приведены в исполнение рано утром 16 февраля 1979 года. К началу ноября 550 человек – в основном военные и офицеры САВАК – были расстреляны по приговору революционных трибуналов. Революционные трибуналы были созданы в крупных городах, с двумя судами в столице Тегерана – по одному в тюрьмах Каср и Эвин, и один передвижной трибунал для Садека Хальхали. Председательствующими в судах были священнослужители, назначенные самим Хомейни.

## Юрисдикция
В юрисдикцию революционных судов с поправками, внесенными в 1983 г., входило:
- Все преступления против внутренней и внешней безопасности страны, борьба с коррупцией;
- Клевета на Основателя Исламской Республики Иран и Высшего руководителя;
- Заговор против Исламской Республики Иран или ношение оружия, терроризм;
- Шпионаж в пользу другого государства;
- Все преступления, связанные с контрабандой и наркотиками;
- Дела, относящиеся к статье 49 Конституции Ирана.

Споры о юрисдикции между революционными судами и уголовными судами Ирана разрешаются Верховным судом Ирана. На сегодняшний день, согласно Комитету юристов по правам человека, «существует тенденция распространить юрисдикцию революционных судов на все правонарушения, которые, по мнению властей, не караются достаточно строго».
Судебные процессы не являются публичными, нет присяжных, и дело решает один судья. Информация о судебном разбирательстве раскрывается по усмотрению правительства.

## История

### Происхождение и структура
Исламские революционные суды были созданы в феврале 1979 года, через несколько дней после победы революции по указанию аятоллы Хомейни. Новые власти стремились судить шахских чиновников, офицеров и сотрудников тайной полиции САВАК и очистить систему от тех, кто нес ответственность за «разграбление ресурсов страны и разрушение ее экономики».
Хомейни поручил аятолле Садеку Хальхали учредить революционные суды, главой которых он и был назначен.
Закон об этих судах, принятый Революционным советом в начале апреля 1979 года, предусматривал, что они должны быть распущены по истечении определённого временного периода. Однако они превратились в постоянные суды и стали неотъемлемой частью судебной системы после того, как Высший судебный совет принял в 1983 году «Закон об ограничениях выбора и полномочий революционных судов и судебного преследования».
Что касается их структуры, революционные суды обладают собственными полномочиями и не работают с коллегией судей, как это принято в общих судах. В каждом суде есть только один судья, который выносит решения по всем переданным ему делам, несмотря на тяжесть и деликатность обвинения, которое может потребовать смертной казни. Доказательства не разглашаются, и их постановления не могут быть обжалованы.
Однако глава Верховного суда или главный прокурор может отменить решения судей Революционного суда, если они противоречат законам Ирана и шариату или если судья, вынесший приговор, считается недостаточно квалифицированным. Решение Революционного суда по преступлениям, связанным с наркотиками, является окончательным и обязательным, если оно одобрено главой Верховного суда или Генеральным прокурором государства.
В отличие от общих судов, которые могут возникать во всех городах, революционные суды существуют только в провинциальных округах, помимо некоторых городов, которые судебная власть считает важными для таких судов. Если преступление совершено в районе, далеком от столицы провинции, то обвиняемый должен быть отправлен в ближайший Революционный суд.
Революционные суды играли важную роль в Иране после победы анти-шахской революции. В сотрудничестве с революционными институтами, такими как Революционная гвардия и Революционные комитеты, они взяли на себя задачу отслеживать, арестовывать и преследовать должностных лиц шахского режима.
По решению революционных судов были казнены сотни бывших должностных лиц шахского режима, большинство из которых являлись высокопоставленными должностными лицами, включая бывшего премьер-министра Амира Аббаса Ховейду. Он был казнен 7 апреля 1979 года по нескольким обвинениям, включая "распространение коррупции на земле, предательство народа и участие в шпионаже в пользу западных стран".
Революционные суды также судили старших генералов иранской шахской армии, обвиненных в участии в подавлении анти-шахских демонстрации. Среди первых казненных генералов были: генерал-майор Мехди Рахими (начальник полиции Тегерана), генерал Реза Наджи (военный губернатор Исфахана), генерал Манучехр Хосроудад (командующий спецназом ВВС), и генерал Нематолла Нассири (3-й директор САВАК).
Всего через месяц после победы революции количество казненных генералов превысило 30, а общее количество людей, которых казнили или вынудили покинуть страну в течение первого года революции приблизилось к 10 000 человек.
Общее количество людей, казненных по решению аятоллы Садека Хальхали с февраля по ноябрь 1979 года, составило около 550 человек. Эти казни проводились в условиях, когда обвиняемые не имели даже права иметь адвокатов.
Революционный суд заочно вынес смертные приговоры шаху Мохаммеду Резе Пехлеви и ряду его министров и старших офицеров САВАК, которым удалось бежать из страны.
По крайней мере, поначалу революционные суды отличались от стандартных западных судов тем, что ограничивали судебное разбирательство несколькими часами, а иногда и минутами. Подсудимые могли быть признаны виновными на основании «народной репутации». Концепция адвоката была отклонена как «западный абсурд». Обвинение, которое широко применялось против подсудимых, но было неизвестно некоторым, было «Mofsed-e-filarz», или «распространение коррупции на земле». Данное обвинение охватывало множество преступлений – «оскорбление ислама и духовенства», «противодействие исламской революции», «поддержка династии Пехлеви» и «подрыв независимости Ирана» путем оказания помощи в перевороте 1953 года и «предоставления капитулянтских привилегий имперским державам».
Секретность, расплывчатость обвинений, отсутствие у обвиняемых возможности защитить себя подверглись критике со стороны таких людей, как аятолла Мохаммад Казем Шариатмадари, Великий аятолла Хасан Табатабай-Куми и премьер-министр Мехди Базарган. Но быстрые и суровые приговоры суда также получили сильную поддержку как со стороны исламистов, так и со стороны левых групп, таких как партия «Туде» и «Моджахедин-э Халк». Хомейни ответил на жалобы, сказав, что «преступников не следует судить, их следует убивать». Судья Хальхали заявил: «Революционные суды были рождены гневом иранского народа, и этот народ не примет никаких принципов, выходящих за рамки исламских». Попытки Базаргана обратиться к Хомейни с просьбой ограничить суды только привели к тому, что суды стали «сильнее и прочнее».

### Революционные суды с 1980 года
По словам процессора и историка Ерванда Абрамяна, революционные суды участвовали в тайных массовых убийствах тысяч заключенных в тюрьме членов «Моджахедин-э Халк» и других левых организаций в 1988 году.
Хотя Революционный суд обычно занимается крупными экономическими преступлениями и преступлениями в сфере безопасности, в 2006 году было запланировано судить карикатуриста Мана Нейестани и его главного редактора Мехрдада Кассемфара «за разжигание этнических беспорядков» после того, как карикатура Нейестани вызвала протесты и насилие среди тюркоговорящего население в северо-западной части Ирана после появления в еженедельном дополнении «Iran Jomeh».